# Rio Akaki
O Rio Akaki é um curso de água da região central da Etiópia. É um afluente do rio Awash, onde desagua pela margem direita deste.